# Stories for Chip
Stories for Chip: A Tribute to Samuel R. Delany (2015) est une collection de 33 courtes fictions, essais et non-fiction créative rédigés par une myriade d'écrivains mondiaux en l'honneur de l'auteur Samuel R. "Chip" Delany, coïncidant avec sa retraite de sa carrière d'enseignant universitaire.

## Inspiration
La collection est compilée et éditée par l'écrivaine de SF et de fiction fantastique Nisi Shawl, et publiée par l'auteur et fondateur de Rosarium Publishing, Bill Campbell. La publication est le résultat d'un financement participatif et de dons coordonnés sur le site Web de la Wiscon (SF)³ et sur Indiegogo.

## Contenu
Le livre comprend les textes suivants  :
1. Introduction (Stories for Chip), un essai de Stanley Robinson
2. Michael Swanwick and Samuel R. Delany at the Joyce Kilmer Service Area (2007) une nouvelle de Eileen Gunn
3. Billy Tumult, de Nick Harkaway
4. Voice Prints, nouvelle de  Devorah Major
5. Delany Encounters: or, Another Reason Why I Study Race and Racism in Science Fiction, essai de  Isiah Lavender, III of Extrapolation" (journal)
6. Clarity, short story by Anil Menon
7. When Two Swordsmen Meet, nouvelle de  Ellen Kushner
8. For Sale: Fantasy Coffins (Ababuo Need Not Apply), nouvelle de  Chesya Burke
9. Holding Hands with Monsters, nouvelle de Haralambi Markov
10. Song for the Asking nouvelle de  Carmelo Rafala
11. Kickenders, nouvelle de Kit Reed Kit Reed
12. "Walking Science Fiction: Samuel Delany and Visionary Fiction", essai de  Walidah Imarisha
13. Heart of Brass, nouvelle du poète Alex Jennings
14. Empathy Evolving As a Quantum of Eight-Dimensional Perception, 2013 nouvelle de Claude Lalumière
15. Be Three, nouvelle de  Jewelle Gomez
16. Guerrilla Mural of a Siren's Song, 1989 nouvelle de  Ernest Hogan
17. An Idyll in Erewhyna, nouvelle de  Hal Duncan
18. Real Mothers, a Faggot Uncle, and the Name of the Father: Samuel R. Delany's Feminist Revisions of the Story of SF, essai de  L. Timmel Duchamp
19. Nilda, nouvelle de  Junot Díaz
20. The First Gate of Logic, nouvelle de  Benjamin Rosenbaum
21. The Master of the Milford Altarpiece, 1968 nouvelle de Thomas M. Disch
22. River, Clap Your Hands, nouvelle de  Sheree Renée Thomas
23. Haunt-Type Experience, 2009 nouvelle de  Roz Clarke
24. Eleven Stations, nouvelle de Fábio Fernandes
25. Légendaire, 2013 novelette de  Kai Ashante Wilson
26. On My First Reading of The Einstein Intersection, essai de Michael Swanwick
27. Characters in the Margins of a Lost Notebook, nouvelle de  Kathryn Cramer
28. Hamlet's Ghost Sighted in Frontenac, KS, nouvelle de Vincent Czyz
29. Each Star a Sun to Invisible Plane, nouvelle de  Tenea D. Johnson
30. Clones, nouvelle de  Alex Smith (II)
31. The Last Dying Man, nouvelle de  Geetanjali Dighe
32. Capitalism in the 22nd Century or A.I.r., nouvelle de  Geoff Ryman
33. Jamaica Ginger, nouvelle de  Nalo Hopkinson and Nisi Shawl
34. Festival, novelette de  Chris Nakashima-Brown as by Christopher Brown (I)